# Schoenlandella atra
Schoenlandella atra är en stekelart som först beskrevs av Szepligeti 1914.  Schoenlandella atra ingår i släktet Schoenlandella och familjen bracksteklar. Inga underarter finns listade i Catalogue of Life.